# Harwich & Parkeston FC
Harwich & Parkeston F.C. is een Engelse voetbalvereniging die uitkomt in de Engelse Eastern Counties League. De thuisbasis van deze vereniging ligt in Harwich.
Op 16 december 1892 ontvangt de H&P FC, de Belgische club Royal Antwerp FC.  Dit was de eerste keer dat een club van het Europese continentale vasteland een wedstrijd speelt op Britse bodem. De thuisploeg won de wedstrijd met 11-0.
De club kwam vrijwel altijd uit in de lagere amateurcompetities van Engeland. Toch wist het daar nog een aantal keren kampioen te worden, maar tot de Engelse profcompetities schopte ze het nooit. Hun laatste hoogtepunt dateert uit 1990/1991 toen het de kwartfinale in de FA Vase haalde. Een bekertoernooi voor lagere competities.

## Hoogtpunten
- FA Amateur Cup
  - Runners-up 1898-99, 1952-53
- Athenian League
  - Division Two Champions 1964-65
- Eastern Counties League
  - Champions 1935-36
- Essex County League
  - Champions 1937-38